# Substituição eletrofílica
Reações de substituição eletrofílica são reações químicas nas quais um eletrófilo substitui outro grupo, tipicamente mas nem sempre o hidrogênio. A substituição eletrofílica é característica dos compostos aromáticos. A substituição eletrofílica aromática é um importante meio de introdução de grupos funcionais em anéis de benzeno. A outra reação similar principal é a substituição eletrofílica alifática.

## Substituição eletrofílica aromática
As mais importantes das reações deste tipo são as nitrações, halogenações, sulfonações aromáticas e as acilações e alquilações pelas reações de Friedel-Crafts.

## Substituição eletrofílica alifática
Em substituição eletrofílica em compostos alifáticos, um eletrófilo substitui um grupo funcional. Esta reação é similar a substituição nucleofílica alifática onde o reactante é um nucleófilo mais que um eletrófilo. Os dois mecanismos de reação eletrofílica,  SE1 e SE2 (Substituição Eletrofílica), são também similares à contrapartes nucleófilas [[SN1|SN1]] e [[SN2|SN2]]. No curso SE1 de ação o substrato primeiro se ioniza em um carbânion e um resíduo orgânico positivamente carregado. O carbânion então facilmente recombina-se com o eletrófilo. O mecanismo de reação SE2 tem um único estado de transição no qual a antiga ligação e a recentemente formada estão ambas presentes.
As reações de substituição eletrofílica alifática são: 
- Nitrosação
- Halogenação de cetona
- Tautomerismo ceto-enol
- Acoplamento diazônio alifático
- Inserção de carbeno em ligações C-H